# Arnold Veimer
Arnold Veimer (ur. 20 czerwca 1903 w Nehatu, zm. 3 marca 1977 w Tallinnie) – estoński polityk komunistyczny, przewodniczący Rady Komisarzy Ludowych (1944–1946) i prezes Rady Ministrów Estońskiej SRR w latach 1946–1951, Bohater Pracy Socjalistycznej (1973).

## Życiorys
Syn wiejskiego młynarza, od 1922 studiował na Wydziale Historii Uniwersytetu w Tartu, w tym samym roku wstąpił do partii komunistycznej. 24 listopada 1923 aresztowany w Tartu i skazany na 6 miesięcy więzienia za wystąpienia antypaństwowe, po odbyciu kary przewieziony do Tallinna, gdzie był sądzony w procesie 149 komunistów oskarżonych o próbę zamachu stanu i 24 listopada 1924 skazany na dożywotnie więzienie. Wraz z grupą innych więźniów podjął nieudaną próbę ucieczki. Zwolniony w 1938, wznowił studia na uniwersytecie w Tartu, które ukończył w 1940. W dniach 19–21 czerwca 1940 brał aktywny udział w zamachu stanu przeprowadzanym przez komunistów, dowodził tzw. milicją robotniczą i samoobroną w Tallinnie, zajmując gmach państwowego radia i wiele innych obiektów. Po agresji ZSRR na Estonię deputowany do kadłubowego parlamentu, głosował za przyłączeniem Estonii do ZSRR.
Od 25 sierpnia do 6 września 1940 przewodniczący Dumy Państwowej Estonii, następnie ludowy komisarz przemysłu lekkiego Estońskiej SRR. Od lipca 1941 odpowiadał za ewakuację Tallinna, który opuścił 28 sierpnia i wraz z rządem Estońskiej SRR ewakuował się do Czelabińska. W sierpniu 1944 wrócił do Estonii, we wrześniu 1944 został przewodniczącym Rady Komisarzy Ludowych Estońskiej SRR. Od 1946 do 1951 przewodniczący Rady Ministrów Estońskiej SRR. Od marca 1954 wiceminister rolnictwa, od lipca 1957 przewodniczący Rady Gospodarczej, od 1965 wicepremier Estońskiej SRR. W latach 1941–1954 i 1958–1966 deputowany do Rady Najwyższej ZSRR. W latach 1949–1977 członek KC KPE.
Odznaczony m.in. czterema Orderem Lenina.